# Aspartam-acesulfamsalt
För andra betydelser, se E962 (olika betydelser).

Strukturformel

Aspartam-acesulfamsalt är ett salt och som används som sötningsmedel som utgörs av aspartam (E951) och acesulfamkalium (E950) där man har tagit bort kaliumet. Vid processering delas ämnena, och ger samma egenskaper som hos de båda. Gränsvärdena är satta så att den tillåtna mängden aspartam och acesulfamkalium inte överskrids. Ämnet är ungefär 350 gånger sötare än sukros.